# Гаибов, Фарид Фазиль оглы
Фарид Фазиль оглы Гаибов (азерб. Fərid Fazil oğlu Qayıbov; род. 24 апреля 1979, Баку) — является Министром молодежи и спорта (с 7 сентября 2021 года). С 2017 года он также занимал должность Президента Европейского гимнастического союза
(в 2022 году был переизбран на эту должность), является членом Исполнительного комитета FIG. Фарид Гаибов был единогласно избран заместителем председателя Международной Конвенции по борьбе с допингом в спорте на полях Конференции Сторон (COP) к Международной Конвенции по борьбе с допингом в спорте, проведенной при ЮНЕСКО(с 2023 года), Заместитель председателя Организационного комитета по проведению III Игр СНГ в Азербайджане (с 2025 года)
Он был переутвержден в должности Министра молодежи и спорта Указом Президента Республики Азербайджан о новом составе Кабинета Министров Республики Азербайджан 16 февраля 2024 года.

## Биография
Фарид Гаибов родился 24 апреля 1979 года в Баку, Азербайджан. В 1995 году он окончил среднюю школу № 1 в Баку. В том же году он поступил на факультет организации и управления бизнесом в Азербайджанский государственный экономический университет при Кабинете Министров Республики Азербайджан. В 1999 году он получил степень бакалавра в области управления бизнесом, а в 2001 году — степень магистра в той же области.

### Научная степень
В 2014 году ему была присвоена ученая степень кандидата педагогических наук в Национальном государственном университете физической культуры, спорта и здоровья имени П. Ф. Ле́сгафта в Санкт-Петербурге, Россия.
Фарид Гаибов женат, у него два сына и дочь.

## Деятельность

### Деятельность в нефтяной сфере
С 2000 по 2001 год он работал на складе Государственной нефтяной компании Азербайджанской Республики (SOCAR) в Управлении по добыче нефти и газа «Балаханынефть». В 2001—2003 годах он занимал должность экономиста в Плановом отделе планирования нефтегазодобывающего управления «Балаханинефть» SOCAR.

### Деятельность в области спорта
С 2003 по 2005 год он занимал должность менеджера по спорту и логистике в Азербайджанской федерации гимнастики (ФГА), активно участвуя в организации трех Кубков мира по художественной гимнастике (2003, 2004, 2005), местных организационных комитетов 27-го Кубка мира (2005) и Международного курса судей (2007) по спортивной гимнастике, проведенных в Баку.
В 2005—2006 годах Фарид Гаибов был генеральным менеджером ФГА, а в 2006 году он был избран генеральным секретарем Федерации на отчетно-выборной конференции. В 2006—2007, 2008—2009 и 2013—2014 годах он исполнял обязанности исполнительного директора местных организационных комитетов трех европейских гимнастических мероприятий (2007, 2009, 2014), проведенных в Баку. В 2008 году он стал членом совета Международной федерации гимнастики (FIG) на олимпийский период 2008—2012 годов во время 77-го конгресса Федерации, прошедшего в Хельсинки, Финляндия.
25 декабря 2010 года Фарид Гаибов был переизбран на должность генерального секретаря ФГА и стал членом совета FIG на 79-м конгрессе FIG в 2012 году, прошедшем в Канкуне, Мексика.. 7 декабря 2013 года он стал вице-президентом Европейского союза гимнастики на 25-м конгрессе союза, прошедшем в Портороже, Словения. В том же году он был избран членом Национального олимпийского комитета Азербайджана (НОК).
С 2013 по 2014 год он организовывал курсы для тренеров Академии FIG, а с 2014 по 2015 год возглавлял исполнительный комитет местного организационного комитета Объединённого открытого чемпионата Азербайджана, тестового турнира по шести видам гимнастики для Европейских игр 2015 года. Он также работал консультантом по гимнастическим соревнованиям в рамках первого мероприятия в 2014—2015 годах.
24 декабря 2015 года на заседании исполнительного комитета ФГА он был переизбран на должность главного секретаря федерации. В 2015—2016 годах в Баку он занимал должность исполнительного директора местных организационных комитетов Кубка мира FIG (проведенного в 2016 и 2017 годах) по спортивной гимнастике (трофей ФГА, часть серии «Challenge» в 2016 году), Кубка мира FIG по художественной гимнастике (трофей ФГА) и Кубка мира FIG по прыжкам на батуте (трофей ФГА). Он занимал должность исполнительного директора местных организационных комитетов гимнастических соревнований в рамках континентальных судейских и международных курсов по аэробике и акробатике FIG, международных судейских курсов по мужской спортивной гимнастике (2017), конгресса FIG (2017) и 4-х Исламских игр солидарности (2017).

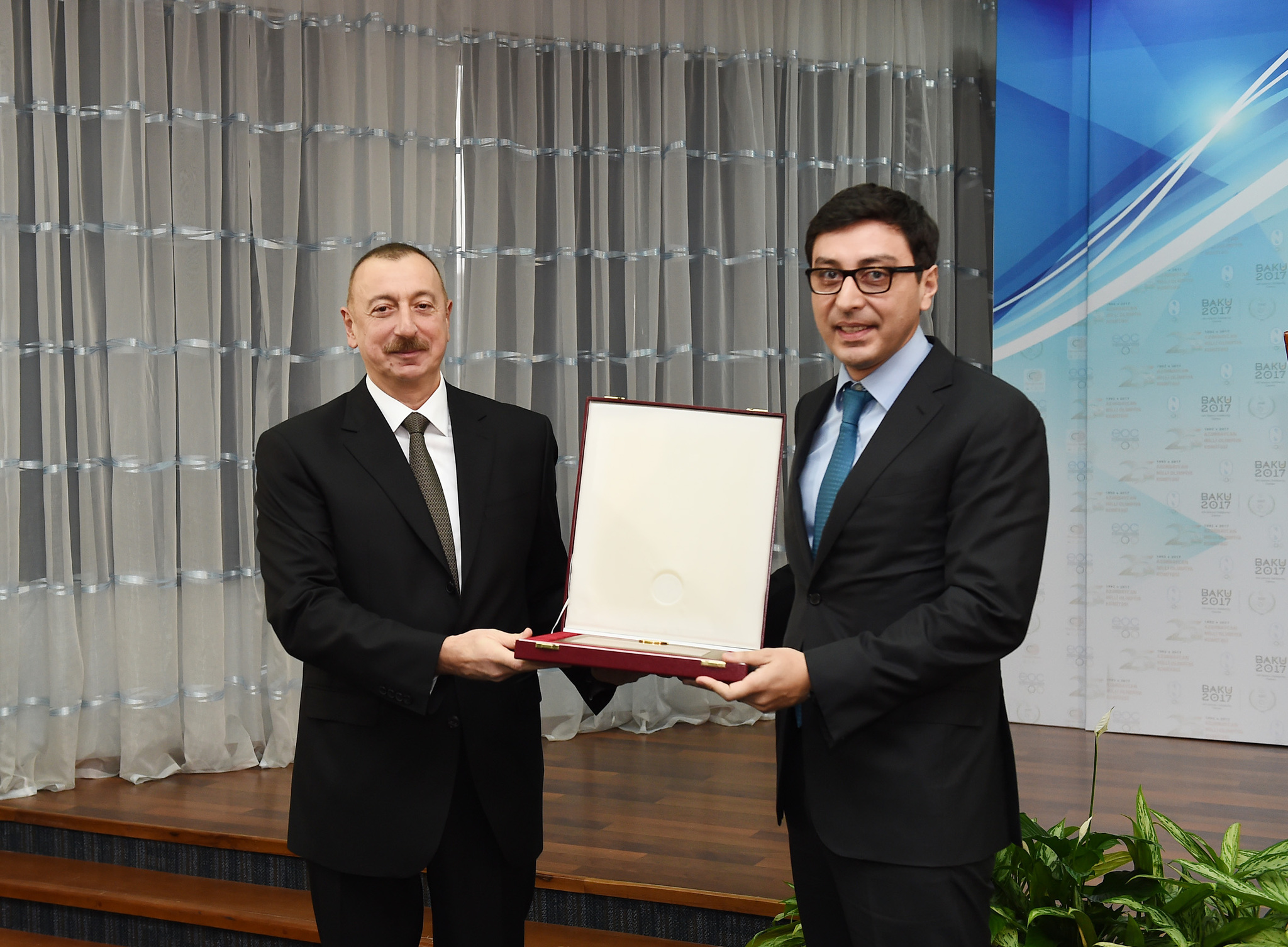

Фарид Гаибов был участником конгрессов Европейского союза гимнастики и FIG, членом представительской делегации на Олимпийских играх (Пекин 2008, Лондон 2012 и Рио 2016), главой делегаций по различным гимнастическим дисциплинам на чемпионатах Европы и мира. С 2014 по 2017 год он исполнял обязанности председателя апелляционного судейского корпуса на чемпионатах Европы по гимнастическим дисциплинам (по назначению). В 2016—2017 годах он занимал должность исполнительного директора в местных организационных комитетах межконтинентальных и международных судейских курсов (2017), конгресса FIG (2017) и гимнастических соревнований во время 4-х Исламских игр солидарности (2017).
1-2 декабря 2017 года Фарид Гаибов был избран президентом Европейского союза гимнастики (UEG) на 27-м конгрессе, прошедшем в Сплите, Хорватия. Его избрание на пост президента привело к его отставке с поста генерального секретаря федерации. С 2018 года он является исполняющим обязанности президента UEG (с 1 апреля 2020 года переименованного в Европейскую гимнастику) и является членом исполнительного комитета Международной федерации гимнастики по должности. Как президент Европейской гимнастики, он возглавляет президентский совет, исполнительный комитет и генеральную ассамблею организации, представляя Европейскую гимнастику в исполнительном комитете Международной федерации гимнастики. В качестве члена исполнительного комитета Международной федерации гимнастики он также был членом апелляционного судейского корпуса на гимнастических мероприятиях во время Олимпийских игр в Токио 2020.
7 сентября 2021 года, согласно указу президента Азербайджанской Республики, Фарид Гаибов был назначен министром молодежи и спорта Азербайджанской Республики.
В 2021—2025 годах, он был избран вице-президентом Национального олимпийского комитета Азербайджана.
26 мая 2022 года он был избран президентом Межправительственного комитета по физическому воспитанию и спорту во время внеочередной сессии комитета в штаб-квартире ЮНЕСКО. Его председательство завершилось 21 ноября 2023 года.
3 декабря 2022 года Фарид Гаибов был переизбран президентом Европейской гимнастики на 29-м конгрессе Европейской гимнастики в Албуфейре, Португалия. 23 июня 2022 года он возглавил 3-е заседание Постоянного совета министров молодежи и спорта Организации исламского сотрудничества, проведенное в Баку.
9 декабря 2022 года Фарид Гаибов был назначен членом Организационного комитета конкурса «Юксялиш» распоряжением Президента Азербайджанской Республики.
7 февраля 2023 года указом президента Азербайджанской Республики Фарид Гаибов был назначен членом Организационного комитета 74-го Международного конгресса по астронавтике, проведенного в Баку .
11 марта 2023 года он был назначен председателем Организационного комитета 7-й Международной конференции министров и высокопоставленных лиц, ответственных за физическое воспитание и спорт (MINEPS VII) указом президента. Он возглавил конференцию, прошедшую 26-29 июня 2023 года. В то же время он был единогласно избран заместителем председателя Международной Конвенции по борьбе с допингом в спорте на полях Конференции Сторон (COP) к Международной Конвенции по борьбе с допингом в спорте, проведенной в штаб-квартире ЮНЕСКО в Париже. 8-9 ноября того же года Фарид Гаибов сопредседательствовал на седьмом заседании министров, ответственных за молодежь и спорт Организации тюркских государств (ТДТ) в селе Басгал Исмаиллинского района.
24 июля 2024 года Фарид Гаибов выступил на международном форуме министров спорта «Change the Games», организованном ЮНЕСКО в столице Франции, Париже, и принял участие в панельных дискуссиях.
С 29 января 2025 года является заместителем председателя Организационного комитета по проведению III Игр СНГ в Азербайджане в 2025 году.

### Лекторская деятельность
В марте-мае 2019 годы прочёл курс лекций по предмету «Система международного управления спортом и Олимпийское движение» в Азербайджанской государственной академии физической культуры и спорта. В сентябре — октябре 2020 годах руководил учебной практикой в сфере исследования, коммуникации и инноваций для магистрантов факультета спортивного менеджмента в Азербайджанской государственной академии физической культуры и спорта.

## Награды и призы
Гаибов был награждён бронзовой отличием FIG как двукратно избранный член Совета FIG (2008 и 2012) на закрытии 81-го Конгресса FIG в Токио, Япония, в октябре. Он был удостоен медали FIG «Признание» этой организацией на 17-м Совете FIG, который состоялся в Баку в 2017 году.
18 декабря 2017 года он был награждён Почётным дмпломом Президента Азербайджанской Республики за вклад в развитие спорта в нашей стране в соответствии с указом Президента Азербайджанской Республики Ильхама Алиева.
Гаиибов был удостоен звания «Спортивная личность года» в 2018 и 2022 годах Центром спортивных исследований в рамках проекта «Победители года». В 2023 году он был награждён специальной медалью Национальным олимпийским комитетом Литвы.
3-7 апреля 2024 года Фарид Гаиибов был награждён медалью Португальской федерации гимнастики на Чемпионате Европы, который прошёл в Гимарайнше, Португалия. 2 февраля 2024 года он был награждён Юбилейной медалью «100 лет Гейдару Алиеву (1923—2023)».

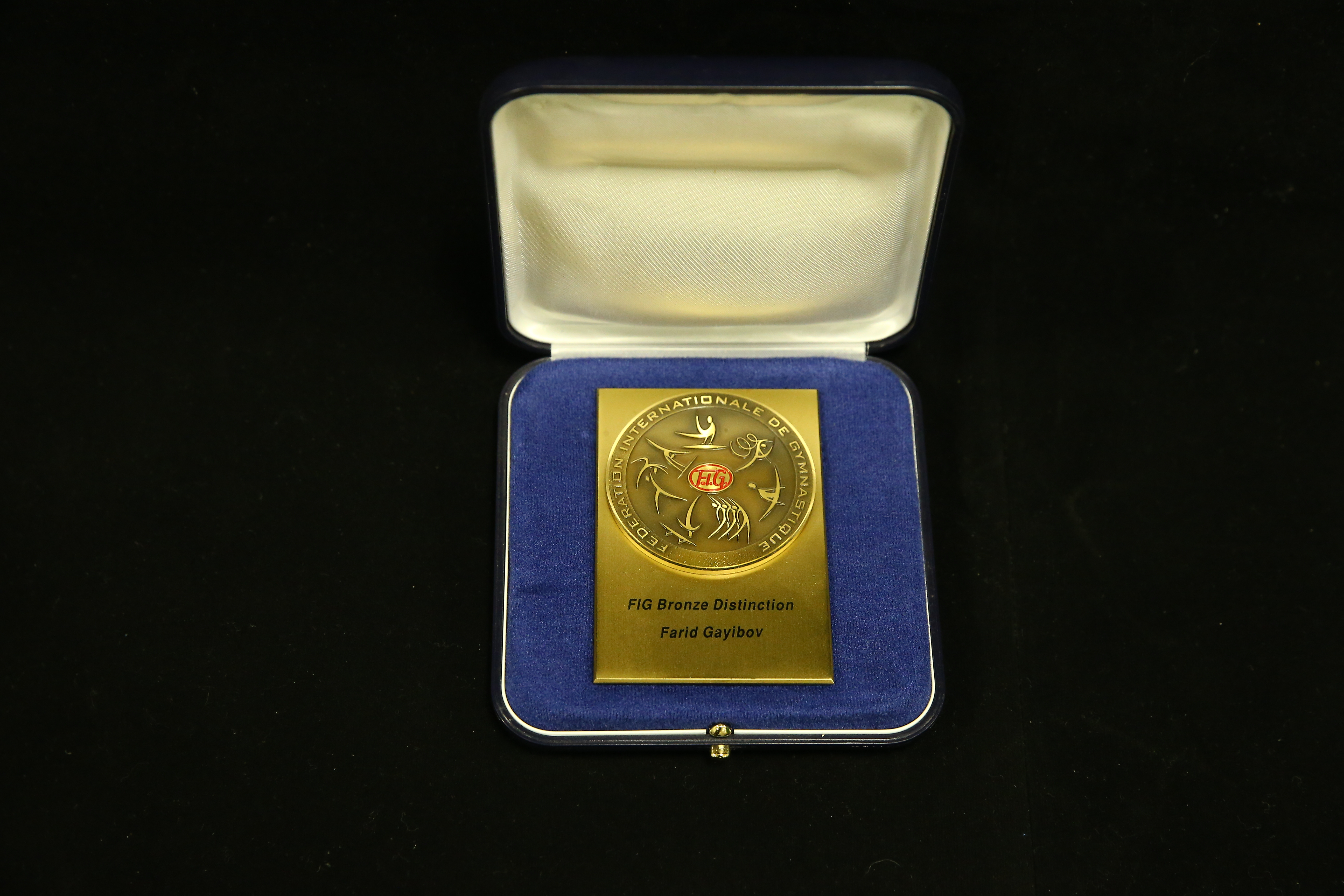
Бронзовая медаль, FIG Конгресс, Токио, Япония, 2016
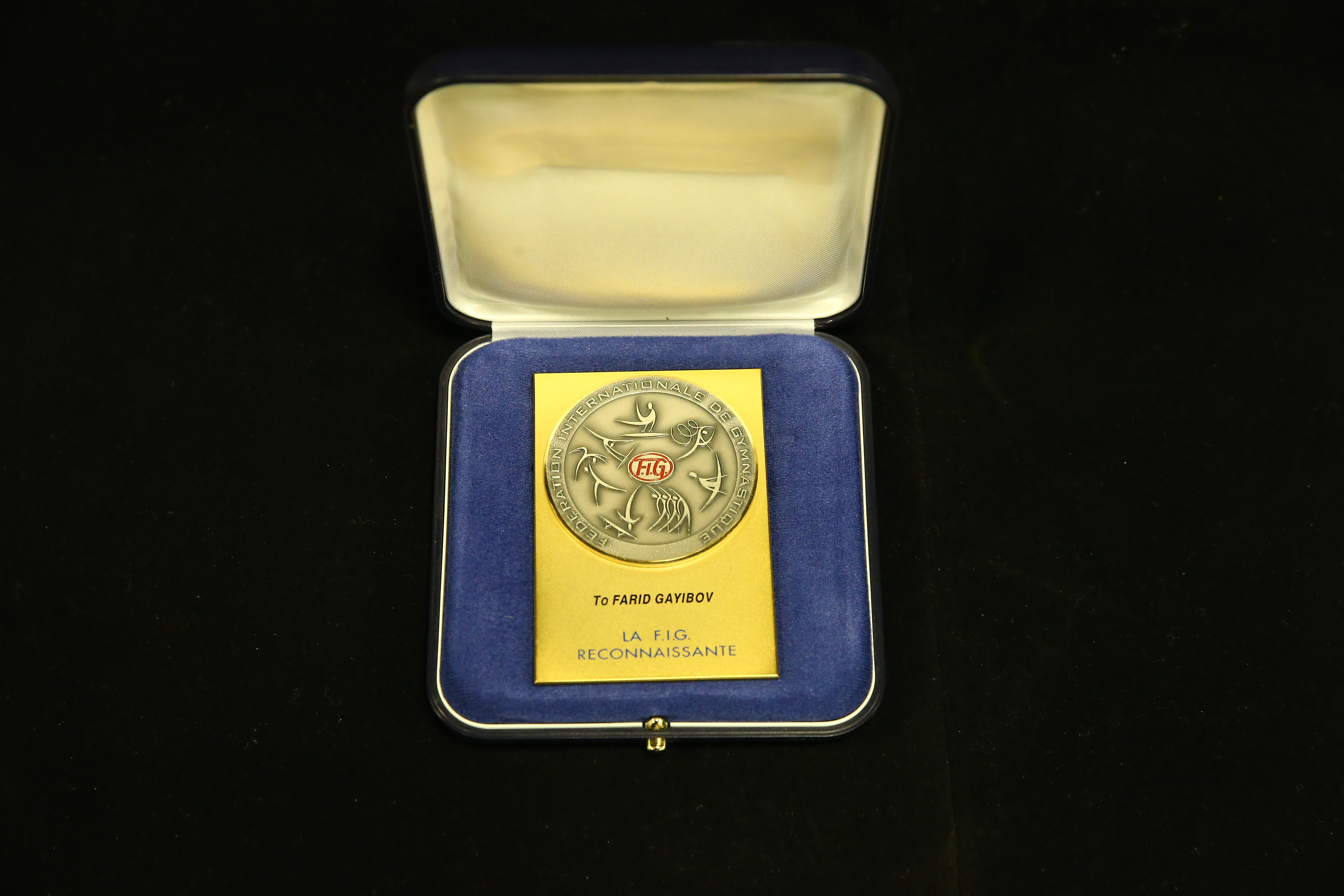
Медаль “Признания”, Совет FIG, Баку, Азербайджан, 2017
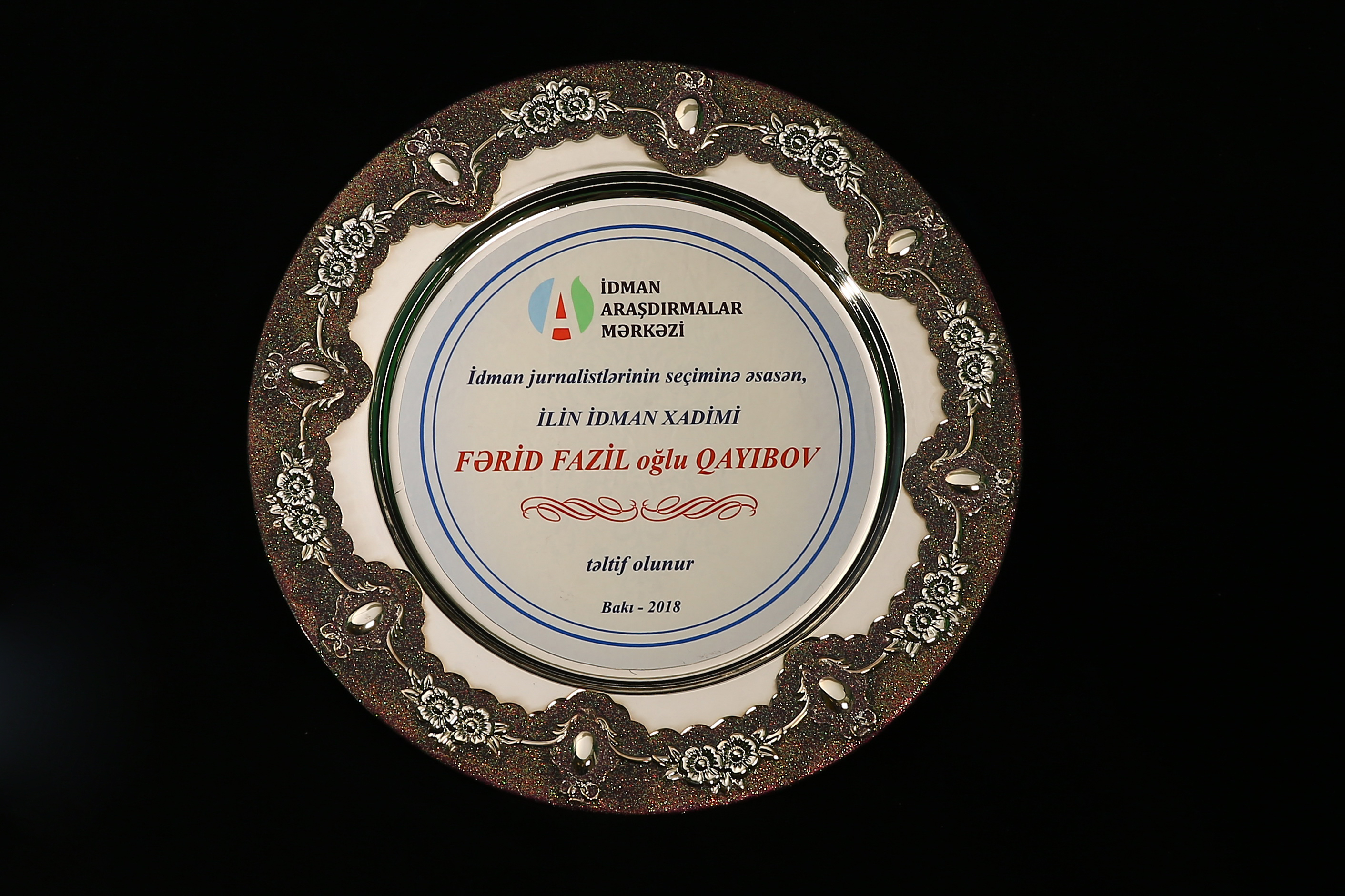
В 2018г. избран “Спортивным деятелем года” в рамках проекта Центра спортивных исследований “Победители 2018г.”

## Еще
- Европейский гимнастический союз
- Федерация гимнастики Азербайджана